# Metro de Seül
La Xarxa Metropolitana de Seül està formada pel metro de Seül, el metro d'Inchon i una gran quantitat d'altres línies complementàries que donen servei a gran part de l'àrea metropolitana de Seül. La xarxa de 22 línies combina metro pesat i metro lleuger. Les línies numerades de l'1 al 9 són les línies del metro intramurs de Seül. El nom de les altres línies es basa en les localitats externes servides: Metro d'Inchon, metro de Bundang, metro de Jungang i línia de l'aeroport (AREX).
Quatre operadors: Seoul Metro, Seoul Metropolitan Rapid Transit Corporation, Korail (la companyia nacional dels ferrocarrils coreans) i Seoul Metro Line9 Corporation. Transportant diàriament més de 10 milions de passatgers, és una de les xarxes més utilitzades al món.

## Història

### Metro de Seül
La primera línia (línia 1) va ser inaugurada el 1974 per SMSC (actual SM) i KNR (actual Korail) amb assistència tècnica japonesa.
La línia 2 es va obrir el 1980. Les línies 3 i 4 es van obrir el 1985, la línia Bundang el 1994.
El SMRT es va crear el 1994 per operar les línies 5 a 8.
La línia 9, inaugurada el 2009, és l'única línia del metro de Seül l'operació de la qual s'ha adjudicat a un operador privat, concretament Seoul Line9 Operation, un consorci format per Transdev i RATP Dev.

### Xarxa d'Incheon
La línia 1 de metro d'Incheon es va obrir el 1999.
El 2016 es va inaugurar la línia 2 de metro d'Incheon.

### Altres línies regionals
Les línies Jungang i Arex es van obrir el 2005 i el 2007 respectivament.
El 2011 es va obrir la línia Sin Bundang, després la línia Suin, el 2012. La línia Everline es va obrir el 2013 i la línia Gyeongui-Jungang el 2014.

## Xarxa actual

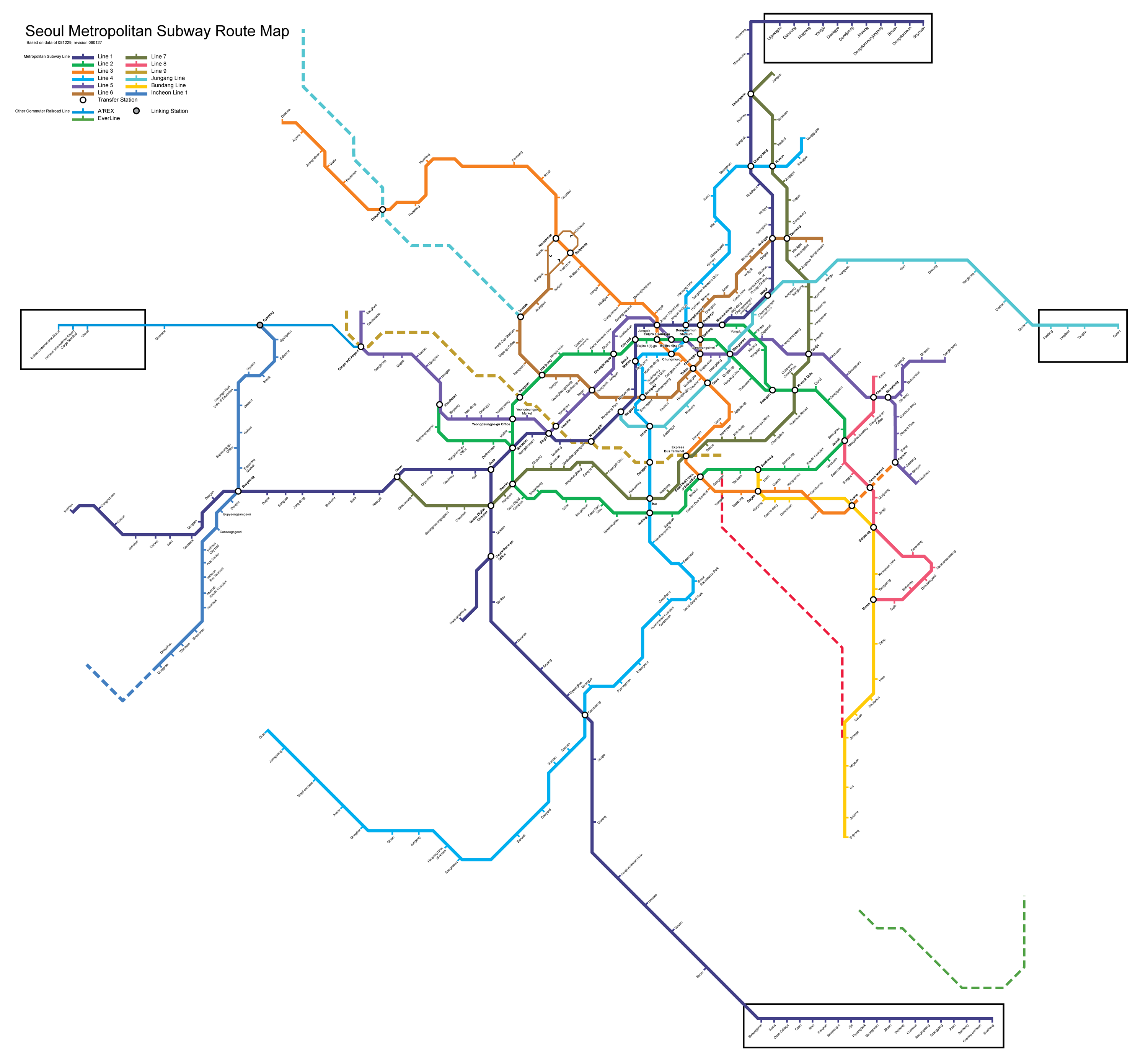
Mapa del metro.

### Metro de Seül
El metro de Seül és reconegut per a la modernitat dels seus equipaments: la gairebé totalitat de les estacions estan equipades amb portes a les andanes des de 2017.

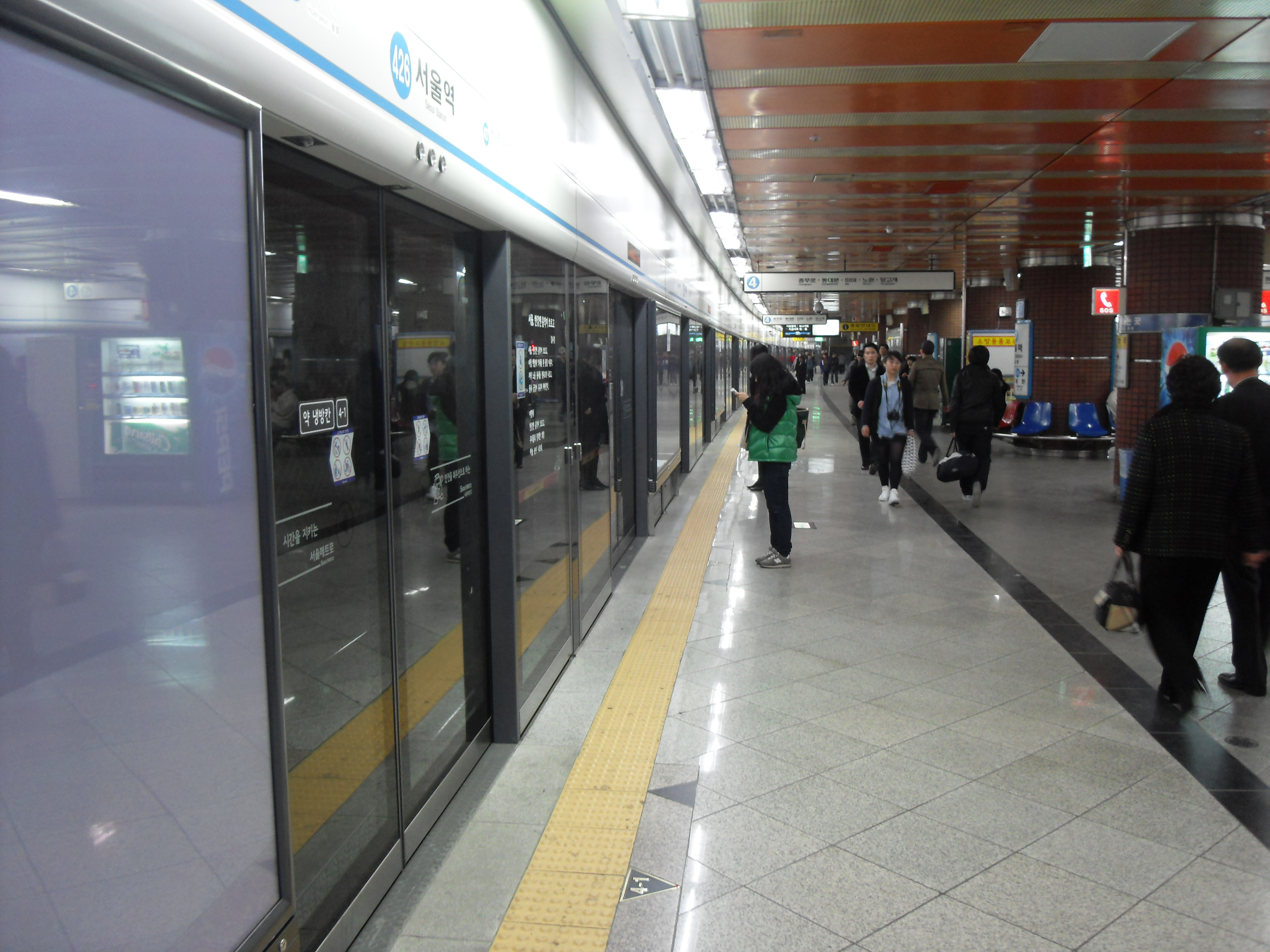
interior de la parada Seoul Station

Les línies 1 a 4 tenen una configuració particular. Estan formades per trams centrals com un clàssic metro urbà, principalment a l'interior de Seül, als quals s'afegeixen trams de ferrocarril que més aviat són trens de rodalies. Així, els trams "urbans" són gestionats per Seoul Metro i els trams "suburbans" per KORAIL, els trens que circulen per tota la xarxa, sense interrupcions entre els diferents tipus de trams i sense diferències de preu.

Els trens circulen generalment entre les 5.30 i la 1 de la matinada els dies laborables i entre les 5.30 i la mitjanit els caps de setmana. Tots els trens són òmnibus, a excepció de la línia 9 que es gestiona de manera diferent, amb una combinació d'òmnibus i trens ràpids, que circulen per 4 vies (com el metro de Nova York, 2 carrils òmnibus i 2 carrils ràpids).
| Línia   | Terminals                       | Terminals                                     | Estacions | Longitud | Posada en marxa | Darrera extensió | Operador |
| ------- | ------------------------------- | --------------------------------------------- | --------- | -------- | --------------- | ---------------- | --- |
| Línia 1 | Soyosan                         | Incheon / Sinchang / Gwangmyeong / Seodongtan | 98        | 200,6    | 1974            | 2010             | Korail, [[{{{2}}}]] ([[:Seoul Metro:{{{2}}}\|Seoul Metro]])                                                           |
| Línia 2 | Ajuntament / Seongsu / Sindorim | Ajuntament / Sinseol-dong / Kkachisan         | 51        | 60,2     | 1980            | 1996             | [[{{{2}}}]] ([[:Seoul Metro:{{{2}}}\|Seoul Metro]])                                                                   |
| Línia 3 | Daehwa                          | Ogeum                                         | 44        | 57,4     | 1985            | 2010             | Korail, [[{{{2}}}]] ([[:Seoul Metro:{{{2}}}\|Seoul Metro]])                                                           |
| Línia 4 | Dangogae                        | Oido                                          | 48        | 72,1     | 1985            | 2000             | Korail, [[{{{2}}}]] ([[:Seoul Metro:{{{2}}}\|Seoul Metro]])                                                           |
| Línia 5 | Banghwa / Gangdong              | Sangil-dong / Macheon                         | 53        | 56,9     | 1995            | 2020             | [[{{{2}}}]] ([[:Seoul Metropolitan Rapid Transit Corporation:{{{2}}}\|Seoul Metropolitan Rapid Transit Corporation]]) |
| Línia 6 | Eungam                          | Sinnae                                        | 39        | 36,4     | 2000            | 2019             | [[{{{2}}}]] ([[:Seoul Metropolitan Rapid Transit Corporation:{{{2}}}\|Seoul Metropolitan Rapid Transit Corporation]]) |
| Línia 7 | Jangam                          | Oficina de Bupyeong-gu                        | 51        | 57,1     | 1996            | 2012             | [[{{{2}}}]] ([[:Seoul Metropolitan Rapid Transit Corporation:{{{2}}}\|Seoul Metropolitan Rapid Transit Corporation]]) |
| Línia 8 | Amsa                            | Moran                                         | 17        | 17,7     | 1996            | 1999             | [[{{{2}}}]] ([[:Seoul Metropolitan Rapid Transit Corporation:{{{2}}}\|Seoul Metropolitan Rapid Transit Corporation]]) |
| Línia 9 | Gaehwa                          | Centre mèdic VHS                              | 38        | 40,6     | 2009            | 2019             | [[{{{2}}}]] ([[:Seoul Metro Line 9 Corporation:{{{2}}}\|Seoul Metro Line 9 Corporation]])                             |

### Línies complementàries de la xarxa metropolitana
A més d'aquestes 9 línies, existeix diverses altres línies que pertanyen a un conjunt més gran: el metro metropolità (수도권 전철).

#### Metro d'Inchon
- El metro d'Inchon, format per 2 línies, està gestionat per la ITC (Incheon Transit Corporation), que també gestiona el Maglev de l'aeroport d'Incheon.[5]

| Línia   | Terminals    | Terminals                      | Parades | Longitud | Posada en servei | Última ampliació | Operador                    |
| ------- | ------------ | ------------------------------ | ------- | -------- | ---------------- | ---------------- | --------------------------- |
| Línia 1 | Gyeyang      | Barri de negocis internacional | 29      | 29,4km   | 1999             | 2009             | Incheon Transit Corporation |
| Línia 2 | Geomdan Oryu | Unyeon                         | 27      | 29.1km   | 2016             | 2016             | Incheon Transit Corporation |

#### Altres línies regionals
- AREX: aquesta línia connecta el centre de Seül amb els aeroports internacionals de Gimpo (GMP) i Incheon (ICN). A més dels trens òmnibus, els trens express no s'aturen a les estacions intermèdies entre el centre de Seül i els aeroports.
- Línia Bundang (groga, KORAIL, Wangsimni - Suweon): Aquesta línia connecta els districtes del districte de Bundang (ciutat de Seongnam) i la ciutat de Suweon amb Seül.
- Línia Sin Bundang: parcialment oberta el 28 d'octubre de 2011. Línia automàtica, surt de l'estació de Gangnam cap a l'estació de Jeongja, connectant el districte de Gangnam amb els nous districtes de Pangyo de la ciutat de Seongnam. El preu (per km recorregut) és superior a la resta de línies (2.150 wons), a causa de la seva gestió per part d'empreses privades.
- Línia Jungang (cian, KORAIL, Yongsan - Yongmun): no s'ha de confondre amb la línia "normal" de Jungang amb que comparteix part del seu recorregut.
- Metro lleuger Uijeongbu: obert l'1 de juliol de 2012 Línia automàtica que dona servei a Uijeongbu, una ciutat situada als afores del nord de Seül. Està interconnectada amb la línia 1 de metro de Seül, a l'estació de Hoeryong.
- Línia Everline (o línia Yongin), oberta l'abril de 2013, és una línia de tren lleuger que serveix en particular a Everland Resort
- Gimpo Goldline, oberta el setembre de 2019, proporciona una connexió entre Seül i l'aeroport de Gimpo

## Tarifació
Totes les xarxes de metro de l'àrea metropolitana de Seül es regeixen per un sistema tarifari unificat. El cost del viatge varia en funció de la distància. La tarifa base (prepagament, inferior a 12 km era de 1.250 won el 2016. També existeix una taxa reduïda per a nens (450 won) i adolescents (720 won).

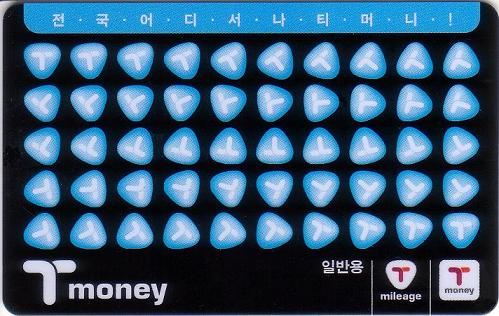
Frontal d'una targeta T-Money

L'accés és gratuït per als més grans de 65 anys i les persones de mobilitat reduïda.
Ja no hi ha més bitllets, per a qualsevol tipus de viatge els usuaris han d'utilitzar targetes intel·ligents.
En equipar-vos amb una targeta, tot el que heu de fer és passar-hi la cartera o el telèfon mòbil per entrar i sortir per cobrar. La targeta T-Money permet la connexió a la majoria d'autobusos (sense cost addicional) i es pot utilitzar als taxis de la ciutat de Seül.

## Material rodant

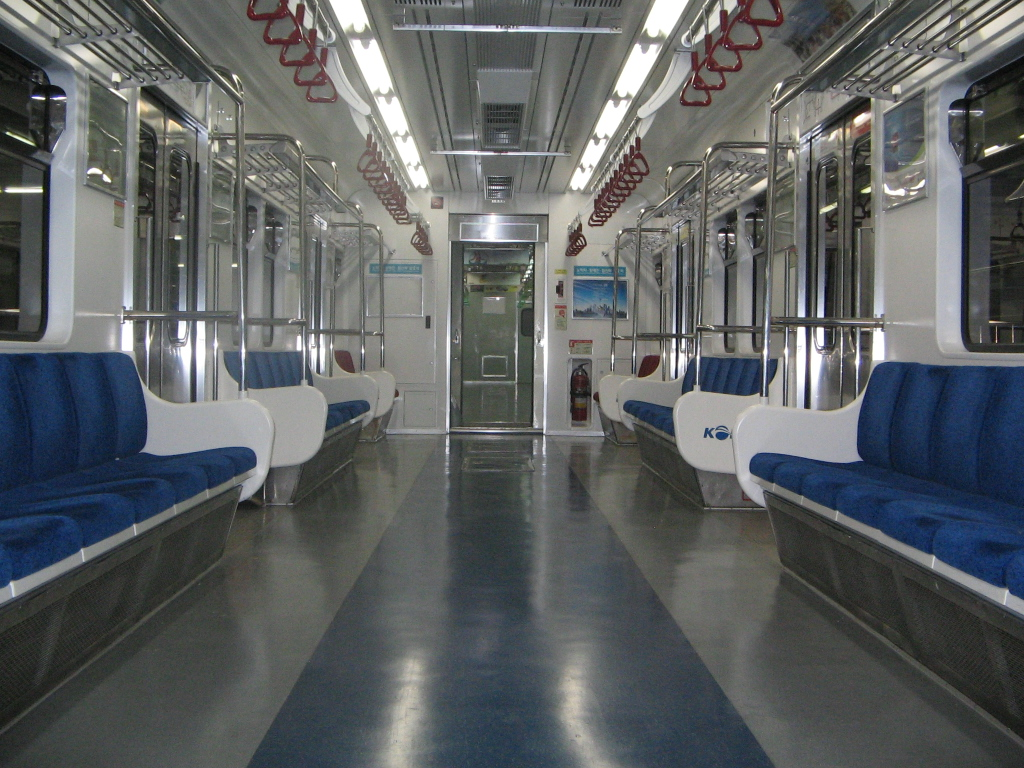
Interior d'un vagó Korail

Els cotxes tenen quatre portes a cada costat entre les quals hi ha seients per a 7 persones, excepte als extrems que tenen 2 files de 3 seients reservats per a gent gran, persones amb mobilitat reduïda, dones embarassades, etc.
A més, els trens estan equipats amb aire condicionat i disposen d'intercirculació. En aquest sentit, també existeixen certs seients dels trens que es beneficien de la climatització reduïda. Els trens estan equipats amb Wifi. L'energia es subministra per línia aèria i no per un Tercer carril, com a la majoria de xarxes metropolitanes. El sistema d'informació anuncia els noms de les properes estacions, en coreà i anglès, i parcialment en xinès i japonès. L'obertura i el tancament de les portes són automàtiques.

## Projectes

### Extensió de la línia 7
Està en marxa una extensió oest de 2,9 km i dues noves estacions cap a Seongnam, que té prevista l'obertura l'abril de 2021. Una segona extensió que comprèn sis noves estacions amb una obertura, com a molt aviat, prevista per al 2027.
Una extensió cap al nord va començar el 2019 i s'espera que s'obri el 2024. S'està estudiant una segona fase.

### Línia 3 per a Inchon
La línia 3 del metro d'Inchon està prevista per al 2025.